# Samarorchis
Samarorchis là một chi thực vật có hoa trong họ Lan.